# Drunk (Vic Chesnutt)
Drunk è il terzo album del cantautore americano Vic Chesnutt. Fu registrato prima dell'uscita del secondo album.

## Tracce
1. Sleeping Man - 4:40
2. Bourgeois And Biblical - 2:03
3. One Of Many - 2:50
4. Supernatural - 3:36
5. When I Ran Of And Left Her - 2:57
6. Dodge - 4:09
7. Gluefoot - 2:21
8. Drunk - 4:06
9. Naughty Fatalist - 3:16
10. Super Tuesday - 1:25
11. Sleeping Man (Syd Version) - 4:45
12. Kick My Ass - 2:21